# Phascolarctos stirtoni
Il koala gigante (Phascolarctos stirtoni) è un mammifero marsupiale vissuto nel Pleistocene in Australia.
Come il koala comune, questo mammifero era un animale arboricolo che si nutriva di foglie di eucalipto. Le dimensioni, però, erano circa un terzo più grandi della specie odierna P. cinereus (145-165 cm). Poteva raggiungere un peso di circa 13 kg, che corrisponde a quello di un grosso maschio odierno.
Anche se viene normalmente incluso nella megafauna australiana, la sua massa totale lo fa escludere dalla definizione formale di "megafauna". Dovrebbe essere considerato più realisticamente come una specie più robusta di koala e non come una variante gigante.
Le due specie di koala coesistettero durante il Pleistocene occupando la stessa nicchia arboricola, ma il koala gigante si estinse circa 50.000 anni fa per ragioni ancora sconosciute.

## Tassonomia
Una descrizione della specie è stata pubblicata nel 1968 dal paleontologo australiano Alan Bartholomai, basandosi su una mascella parziale con resti di denti, che era stata trovata in una cava di calcare nei pressi della cittadina di Gore, nel Queensland. Il materiale si trovava negli strati datati al Pleistocene. L'autore assegnò i fossili al genere del koala denominandolo Phascolarctos stirtoni, in cui l'epiteto fa riferimento al paleontologo americano R. A. Stirton, come riconoscimento per i suoi studi sui marsupiali fossili.